# تسموفوریا

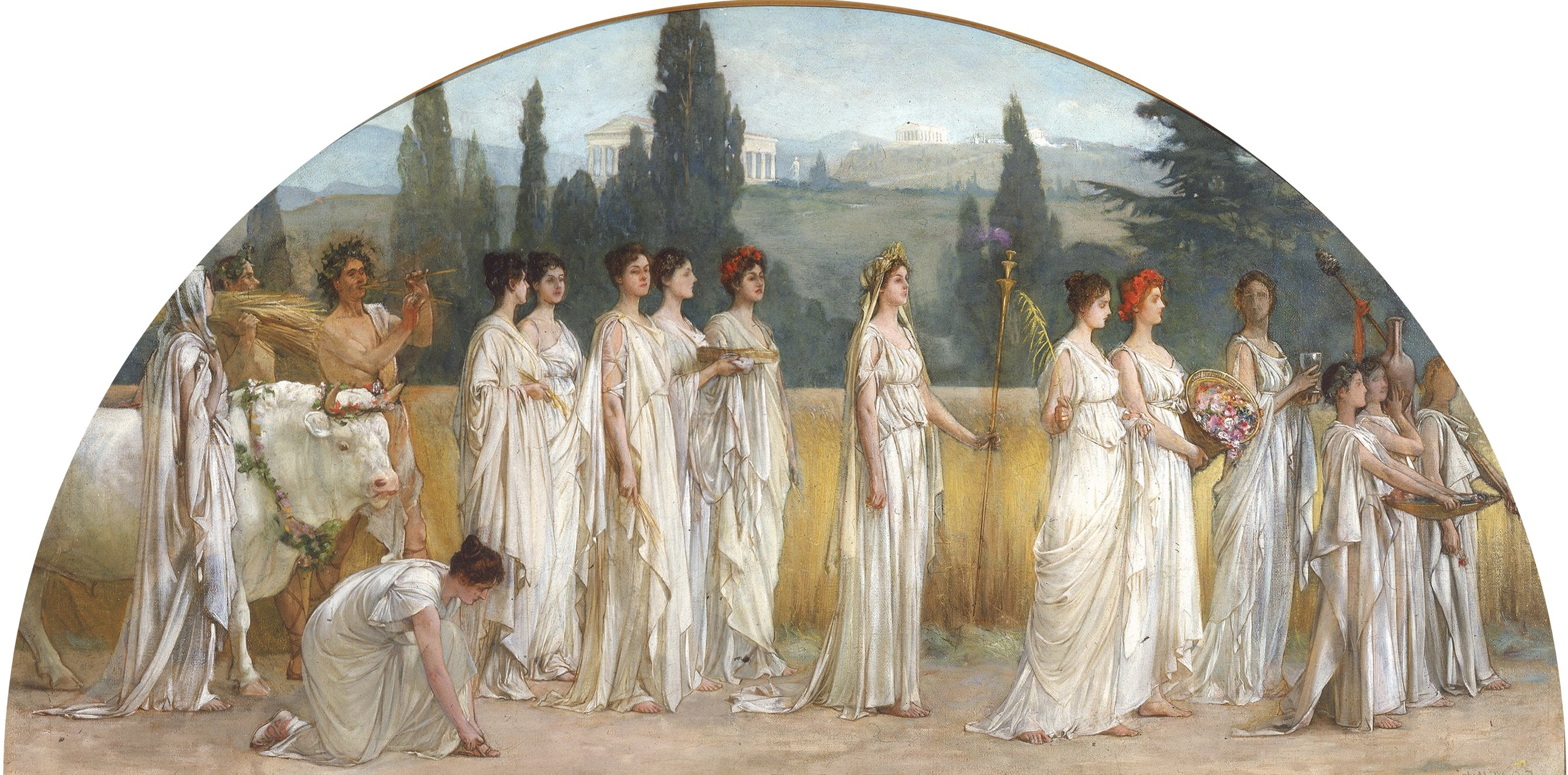
یکی از مهم‌ترین جشن‌های یونان

تسموفوریا (انگلیسی: Thesmophoria) یکی از مهم‌ترین جشنهای یونان بود که در اکتبر به افتخار دمتر برگزار می‌گردید. «تسموفوریا» لقب دمتر به معنای بخشاینده نعمت و برکت است. در این جشن‌ها فقط زنان شرکت دارند و مدت آن سه روز بود. این جشنواره یکی از پرطرفدارترین جشنواره‌ها در جهان یونان بود. این به زنان بالغ محدود می‌شد و آداب و رسومی که در طول جشنواره انجام می‌شد مخفی نگه داشته می‌شد. شواهد نشان می دهد که این جشنواره ارتباطی با باروری محصولات و انسان داشته است.